# Field of Glory 2
Field of Glory 2 è un videogioco di strategia a turni con componenti di tattica a turni, sviluppato da Slitherine Software, ambientato in varie età antiche fra il 500 a.C. e il 1500 d.C. durante alcune battaglie di guerre storiche o immaginarie, in cui si deve controllare un esercito e dove ci si deve occupare della disposizione e dell'assetto delle truppe.
Seguito del primo Field of Glory, il gioco, uscito nel 2017, contiene attualmente cinque espansioni. Di per sé, il gioco contiene 48 nazioni e fazioni, 4 campagne storiche, 86 modelli di truppe storicamente accurate e animate al completo e un nuovo sistema di campagna sandbox che consente di mettere il giocatore alla guida di una qualsiasi fazione disponibile nel gioco.

## Modalità di gioco
A differenza dell'originale, bidimensionale, il gioco presenta una prospettiva completamente tridimensionale, con possibilità di zoom e rotazione della telecamera.
Oltre alle battaglie storiche, il gioco introduce anche delle campagne sandbox, che consentono di controllare una qualsiasi delle 48 nazioni e fazioni presenti nel gioco, con vari scenari casuali, oltre che a quattro campagne storiche (Giulio Cesare, Annibale, Mitridate IV e Pirro d'Epiro). Le campagne presentano due tipi di difficoltà, ovvero Statica (la difficoltà rimane uguale nella campagna, al di fuori dalle perdite subite) e Progressiva (ad ogni battaglia, la difficoltà di gioco aumenta).
Tra le varie nazioni nel gioco troviamo i romani, i cartaginesi, i macedoni, i seleucidi, i tolemaici, gli epiroti, i galli, i britannici, i galati, gli iberici della Spagna, gli schiavi della rivolta di Spartaco, i numidi, i traci, gli sciti, i sarmati, i parti, gli indiani, gli arabi, i daci, i germanici, i greco-battriani, gli illiri, gli israeliti e tante altre.
Il gioco base contiene anche l'espansione Rise of Rome, che include anche nuove nazioni come apuli, brutii/lucani, campani, liguri, siracusani, sanniti e umbri, più la campagna sandbox relativa all'espansione.

### Battaglie epiche
| Battaglia storica | Data     | Vincitore | Perdente   |
| ----------------- | -------- | --------- | ---------- |
| Bagradas          | 255 a.C. | Cartagine | Roma       |
| Trebbia           | 218 a.C. | Cartagine | Roma       |
| Canne             | 216 a.C. | Cartagine | Roma       |
| Ilipa             | 206 a.C. | Roma      | Cartagine  |
| Zama              | 202 a.C. | Roma      | Cartagine  |
| Magnesia          | 190 a.C. | Roma      | Seleucidia |
| Pidna             | 168 a.C. | Roma      | Macedonia  |
| Cheronea          | 86 a.C.  | Roma      | Ponto      |
| Tigranocerta      | 69 a.C.  | Roma      | Armenia    |
| Bibracte          | 58 a.C.  | Roma      | Gallia     |
| Carre             | 53 a.C.  | Partia    | Roma       |
| Tapso             | 46 a.C.  | Cesare    | Pompeo     |

## Espansioni

### Immortal Fire
La prima espansione, Immortal Fire, è uscita il 5 dicembre del 2017. Riporta il gioco alle conquiste di Alessandro Magno, e contiene nuove caratteristiche, tra cui:
- 9 nuove nazioni: persiani achemenidi, etruschi, antigonidi, macedoni di Lisimaco, spartani, latini, lidi, greci cirenaici e greci tessalli.
- Dieci nuove unità, principalmente persiane (tra cui immortali).
- 30 nuovi eserciti in totale, anche per le fazioni già presenti nel gioco precedente.
- Dieci nuove battaglie epiche: Thymbra, Maratona, Platea, Cheronea, Cunassa, Isso, Granico, Gaugamela, Idaspe e Rafia.
- 4 nuove campagne storiche: Senofonte, Filippo di Macedonia, Seleuco I Nicatore e i Sette Colli di Roma.
- Una campagna alternativa di Alessandro Magno, su cosa sarebbe successo se non fosse morto nel 323 a.C.

### Legions Triumphant
La seconda espansione, Legions Triumphant, è uscita l'8 marzo 2018. Coinvolge i quattro secoli dell'impero di Roma, dal 30 a.C. con Augusto al 476 d.C. con Romolo Augustolo, e contiene nuove caratteristiche, tra cui:
- Possibilità di continuare una battaglia anche quando la si è persa.
- 10 nuove fazioni: alani, anglo-sassoni, caledoni, eftaliti, unni, palmiri, sasanidi, romano-britanni, goti e pitti.
- 19 nuove unità, tra cui la Legio Palatina e gli zeloti giudaici.
- 22 nuovi eserciti.
- 10 nuove battaglie epiche: Watling Street, Adamclisi, Hormozdgan, Emesa, Argentoratum, Maranga, Adrianopoli, Frigidus, Chalons e Nedao.
- 4 nuove campagne storiche: Crisi del Terzo Secolo, Re dei Re (Sasanidi), Stilicone e Impero degli Unni.

### Age of Belisarius
La terza espansione, Age of Belisarius, è uscita il 7 giugno 2018. Andando oltre la caduta dell'impero romano d'occidente e concentrandosi sulla rivalità tra bizantini e sasanidi, l'espansione contiene nuove caratteristiche, tra cui:
- 10 nuove fazioni: avari, bizantini, franchi, gepidi, lombardi, ostrogoti, slavi, turchi, vandali, visigoti e gallesi.
- 17 nuove unità, tra cui cavalleria bizantina con lancia e arco, lancieri dell'Alto Medioevo e cavalieri bulgari.
- 29 nuovi eserciti.
- 6 nuove battaglie epiche: Dara, Tricamarum, Tagina, Volturno, Bukhara e Raith.
- 4 nuove campagne storiche: Belisario, Clodoveo I, Re dei Re II (Sasanidi) e Ascesa degli Avari.

### Rise of Persia
La quarta espansione, Rise of Persia, è uscita il 27 settembre 2018. Torna indietro nel tempo, con la fondazione dell'impero persiano achemenide, e contiene nuove caratteristiche, tra cui:
- 12 nuove fazioni: assiri, babilonesi, cimmeri, ciprioti, egizi, elamiti, ebraici, kushiti, mannei, medi, fenici e armeni urartu.
- 32 nuove unità, tra cui carri da guerra in stile assiro o egizio, truppe classiche egiziane, guardie pretoriane e peltasti traci e greci.
- 21 nuovi eserciti.
- 6 nuove battaglie epiche: Ulai, Ninive, Megiddo, Carchemish, Pasargade e Opis
- 4 nuove campagne storiche: Assurbanipal, Caduta dell'Assiria, Nabucodonosor e Ascesa della Persia

### Wolves at the Gate
La quinta espansione, Wolves at the Gate, è uscita il 30 maggio 2019. Porta il gioco fino al 1040 d.C., e contiene nuove caratteristiche, tra cui:
- 19 nuove fazioni: andalusi, bulgari, croati, dailamiti, fatimiti, francesi, ghaznavidi, cazari, corasani, magiari, moravi, navarri, normanni, peceneghi, polacchi, rus, scoti, serbi e vichinghi.
- 55 nuove unità, tra cui uscarl con lancia, con ascia o a cavallo
- 76 nuovi eserciti.
- 6 nuove battaglie epiche: Yarmouk, Ashdown, Lechfeld, Apamea, Chach e Clontarf
- 6 nuove campagne storiche: Conquista Araba, Basileo II (risorgenza bizantina), Carlo Magno, Mahmud di Ghazni, Lupi dal Mare (dal punto di vista vichingo e da quello dei loro nemici)
- Nuova caratteristica di Alleati, che aggiunge unità di un altro esercito a quello del giocatore.

## Accoglienza
Metacritic ha votato il gioco con un 84/100. La versione italiana di IGN lo ha votato 9,1/10, definendolo "il Destiny 2 dei wargame su PC".